# Konec dějin a poslední člověk
Konec dějin a poslední člověk je literární dílo amerického spisovatele, politologa a filosofa japonského původu Francise Fukuyamy z roku 1992. Ten ve své politologicko-filosofické publikaci otevřel celou řadu zajímavých a stále aktuálních otázek. Problematická je již ústřední myšlenka jeho díla, že liberální demokracie představuje konec dějin.

## Historický proces
Co se týče roviny filosofické, konkrétně historicko-filosofické, tak podle Fukuyamovy nematerialistické dialektiky je historický proces hnán dvěma silami: rozvojem moderní přírodovědy a bojem o uznání (str. 202). Moderní přírodověda jako jeden ze dvou regulátorů historického vývoje totiž podmiňuje proces industrializace a celkovou dynamiku moderní ekonomiky. Moderní ekonomika si následně vynucuje homogenizaci lidstva, a to podle Fukuyamy v podobě globálního rozšíření kapitalistické tržní ekonomiky čili principů ekonomického liberalismu (str. 118). Druhý regulátor – boj o uznání – pak zaručuje spjatost procesu ekonomické homogenizace lidstva s globálním rozšířením liberální demokracie. Fukuyama důrazně připomíná (str. 133), že liberální demokracie je sice v souladu s kapitalistickým průmyslovým rozvojem (kapitalismem), nicméně mezi těmito dvěma fenomény neexistuje nevyhnutelná souvislost. Ekonomické výklady dějin a teorie modernizace jsou podle něj nedostatečné – je třeba zohlednit i další aspekty lidské motivace (náboženské, ideologické, politické, psychologické atd.). A právě tyto motivy jsou těsně spjaté s bojem o uznání, který po vzoru Hegelově považuje Fukuyama za základní hybatel lidských dějin a vysvětlující faktor diskontinuit (ve formě válek a výbuchů iracionality) ve střízlivém ekonomickém rozvoji (str. 142).

## Liberální demokracie
Liberální demokracie podle Fukuyamy nejlépe ze všech dosud vyzkoušených socioekonomických systémů uspokojuje nejen lidskou touhu, či lidský rozum, ale i lidskou touhu po uznání. Proto podle něj představuje „nejspravedlivější režim ve skutečnosti“ (str. 317). Současná liberální demokracie má sice řadu problémů (bezdomovectví, drogy, organizovaný zločin, poškozování životního prostředí, konzumerismus atd.), nicméně ty jsou podle Fukuyamy v zásadě řešitelné v rámci liberální demokracie, která prý navíc netrpí žádnými elementárními vnitřními rozpory.

## Moderní stát
Svoji argumentaci opírá F. Fukuyama o Hegelovu Filosofii dějin, interpretovanou v duchu moderních výkladů francouzsko-ruského filosofa Alexandre Kojéve (1902–1968). Kojéve se věnoval zejména rozborům filosofie G. W. F. Hegela ve vztahu k marxismu a filosofickým aspektům problémů moderního člověka (zde byl ovlivněn filosofií M. Heideggera). Jeho nejznámějším dílem je Introduction á la lecture de Hegel z roku 1947. V pozdějším období života Kojéve přestal učit na pařížské École Pratique des Hautes Études a pracoval jako zaměstnanec Evropského společenství, neboť Evropské společenství považoval za institucionální vyjádření konce dějin a konce filosofie (str. 82). Univerzální a homogenní stát (čili celosvětový liberální stát) se pak podle Alexandra Kojéve stane posledním stádiem lidských dějin, protože člověku přinese plné uspokojení lidské touhy po uznání. Nástup univerzálního a homogenního státu prý přinese i konec imperialismu a snížení pravděpodobnosti válek, které kvůli němu vznikají (str. 238). Fukuyamově pozornosti neujdou ani jiní filosofové. např. John Locke, David Hume, Alexis de Tocqueville, Immanuel Kant, Karel Marx či Friedrich Nietzsche. S nimi pak Fukuyama někdy souhlasí a někdy zase polemizuje. Z ekonomů ho pak zaujal (kromě Karla Marxe) Josef A. Schumpeter, a to svým názorem na imperialismus jako atavistický pozůstatek aristokratických společností (str. 254).

## „Konec dějin“
Pod klíčovým pojmem „konec dějin“ se v knize nemyslí konec přirozeného cyklu zrození, života a smrti čili nějaká likvidace lidské společnosti, nýbrž to, že ustane vývoj fundamentálních principů a institucí, protože všechny skutečně velké (historické) otázky budou již zodpovězeny (str. 12). Fukuyama sice připouští možnost cyklického vývoje dějin (nekonečného koloběhu či věčného návratu dějin) v důsledku nějaké civilizační katastrofy, nicméně podle něj logika technologického vývoje a mechanismus moderní přírodovědy, poháněný neomezenou žádostí a řízený rozumem, představují dostatečný obranný val proti možnému návratu dějin a prvního člověka (str. 315–316).

## Touha po uznání
Ve své koncepci klade Fukuyama po vzoru G. W. F. Hegela a A. Kojéve důraz na boj o uznání, který plyne z čistě lidské touhy po uznání. Tato "přirozená" touha má mít svůj zdroj v té části lidské duše, která se označuje řeckým slovem thymos, čímž se už dostáváme k rovině psychologické. Slovo thymos se původně používalo ve významu duše, životní síly, mysli, přání, žádosti; později (např. v Novém zákoně) představuje vášeň a zejména hněv, rozhněvání, výbuch či projev hněvu. Lze ho však pojmout též jako vznětlivost, touhu po slávě, pýchu, domýšlivost, sebelásku, lásku k věhlasu, ctižádost či touhu po uznání. Tato složka osobnosti je zdrojem emocí hrdosti, hněvu a hanby a nelze ji redukovat ani na žádost, ani na rozum - čili nelze ji nechat rozplynout mezidalší dvě složky lidské duše.

## Duše a thymos
Duši lze považovat na určující složku člověka, neboť podle Bible sám Hospodin Bůh vdechl člověku "v chřípí dech života" a tak ho učinil "živým tvorem" neboli "duší živou" Gn 2, 7 (Kral, ČEP). Fukuyama s odvoláním na Platona a Sokrata pak pracuje s rozdělením lidské duše na tři části (str. 168). První částí duše je část toužící čili touha, která se skládá z mnoha tužeb, z nichž nejpalčivější jsou hlad a žízeň. Druhou částí duše je část uvažující, hodnotící čili rozum jakožto protiklad touhy (např. i žíznivý člověk se nenapije, pokud ví o nákaze ve vodě). Konečně třetí částí duše je právě thymos. Z thymu plyne mimo jiné vědomí vlastní hodnoty a důstojnosti lidského individua. Toto vědomí ovšem může být zdrojem jak lidské špatnosti, tak lidských ctností. Thymos totiž může vést jednak k touze po uznání za rovného ostatním lidem čili k isothymii, která pak motivuje člověka k zápasu za lidskou důstojnost, sociální spravedlnost a rovnost. Lidé jsou pak ochotni bojovat i za práva jiných (např. černochů), neboť se jich bolestně dotýká diskriminace druhých osob. Na druhé straně thymos může vyústit do touhy po uznání za nadřazeného druhým lidem čili vést k megalothymii. A v lidských dějinách se nejprve uplatní právě megalothymie (touha po nadvládě).

## „První člověk“ a začátek dějin
Hegelův „první člověk“ touží být uznán jinými lidmi, a to zejména jako člověk čili jako bytost schopná morální volby, včetně možnosti popření své živočišné přirozenosti (např. pudu sebezáchovy). Tato touha ho pak vede k riskování života v násilných konfliktech s jinými lidmi na život a na smrt kvůli pouhé prestiži (na úsvitu dějin tedy nacházíme tzv. nespolečenskou společenskost). Vyústěním krvavých bitev je ustanovení panství a rabství. Z vítězů se stávají Páni (aristokraté) a z poražených Rabové (otroci či nevolníci). Takto originálně vysvětluje Hegel ve své Fenomenologii ducha rozdělení na vládce a ovládané. Tím však podle Hegela a Fukuyamy vývoj nekončí, nýbrž začíná.

## Rozdělení moci mezi lidmi
Pán je sice uznán za nadřazeného, ovšem rabem, jehož lidství je podle něj nedokonalé. Pán tak nenalézá uspokojení, navíc se časem nijak podstatně nevyvíjí (spíše trpí zahálkou). Rab je rovněž nespokojen, jelikož je považován spíš za věc, nástroj, než za člověka. Nedostatek uznání ovšem vyvolává u raba touhu po změně. Získat zpět své lidství, ztracené v důsledku strachu z násilné smrti, pak rab může prostřednictvím práce. Rabovo ovládnutí přírody se stává rovněž klíčem k jeho pochopení procesu ovládnutí sebe sama. Rab prochází dlouhodobým a náročným procesem sebevzdělávání, když se učí překonávat strach ze smrti (kvůli němuž se původně podřídil Pánovi) a hlásit se o svou legitimní svobodu. V jeho hlavě vzniká řada konceptů svobody (např. stoicismus či skepticismus). Poslední velkou rabskou ideologií, "nešťastným vědomím" (čili nedokonalým konceptem svobody) je podle Hegela i Marxe křesťanství jakožto absolutní náboženství. Křesťanství sice poskytlo rabovi představu, jak by měla vypadat lidská svoboda, neukázalo mu však cestu z jeho podřízení. Proto k završení historického procesu je podle Hegela nutná sekularizace křesťanství, tedy převedení křesťanského pojetí svobody do tohoto světa. Právě moderní liberálně-demokratický stát se stal podle Fukuyamy uskutečněním křesťanského pojetí svobody a všeobecné lidské rovnosti na tomto světě(str. 198). Základní rozlišení mezi pány a raby zmizelo a z bývalých rabů se stali páni - nikoliv jiných rabů, ale sebe sama.

## Rozdíl mezi člověkem a zvířetem
Nyní se ovšem podívejme ještě blíže na psychologické souvislosti či dopady existence thymu. Svou schopnost morální volby ve smyslu popření pudů mohou lidé projevit nejen účastí na krvavých bitvách, ale třeba také přijetím mučednictví, spácháním sebevraždy, zabíjením zvířat či dokonce lidí (např. v případě terorismu).Ženy pak eventuálně tím, že se smíří se svou bezdětností. I za tím vším podle mne může stát snaha člověka prokázat, byť někdy nesprávným způsobem, své lidství. Cílem je zde ukázat odlišnost člověka od zvířat, jeho výjimečnost ve světě přírody, lidskou schopnost překonat a ovládnout živočišné půdy či instinkty a přírodní síly vůbec, zkrátka přírodu v nás i mimo nás. Člověk se pak cítí svobodný a autenticky lidský. Je dost zajímavé, že podle Fukuyamy ten, komu je dlouhodobě upíráno uznání jeho lidství, jeho lidské důstojnosti, může duševně onemocnět. Zejména mu údajně hrozí schizofrenie. A my víme, že lidé mívají často potíže vzájemně si uznávat své lidství, svou lidskou důstojnost. I to může stát za poměrně značným rozšířením této nemoci v současné světě.

## Usměrnění thymu v moderní společnosti
Dále Fukuyama připomíná, že i v liberální společnosti je potřeba thymos usměrňovat, aby nepůsobil příliš destruktivně. A tak thymos bývá cílevědomě vytěsňován do podnikání, vnitřní politiky, zahraniční politiky (ve vztahu k historickému světu méně rozvinutých zemí), snobství, sportu, horolezectví, automobilových závodů, umění (snaha vyniknout). V politice se jedná mimo jiné o to, aby možnosti vůdců byly omezeny patřičným množstvím institucionálních pojistek.

## Thymos a jeho politické následky
Tím jsme se již dostali k politickým souvislostem či dopadům thymu. Předně vede thymos (thymotické pohnutky) k revolucím. Relativní a nikoliv absolutní nouze vede k nespokojenosti a pak k revolucím, ne nejchudší a nejbohatší podle Fukuyamy dělají revoluce, nýbrž ti nespokojení a neukojení ve svých požadavcích – jde tedy tzv. revoluce z rostoucích očekávání (str. 178), z touhy po uznání. V socialistických zemích lidé nebyli absolutně chudí, ale cítili se být ponižováni státně stranickou byrokracií (str. 181), tzv. komunistické státy se staly podle Fukuyamy moderní variantou otrokářské společnosti (str. 203). Reálný socialismus se tak stal obětí thymotické touhy bezmocných, usiloval o rovnost, přitom v čele měl nadprůměrné, megathymické osobnosti, proto se zde časem nutně objevil problém tzv. kultu osobnosti (str. 290) a také problém tzv. nové třídy (str. 280).

## Nacionalismus a náboženství
Thymos (touha po uznání) je podle Fukuyamy sídlem i dvou mimořádně silných vášní, a to nacionalismu a náboženství (str. 211). V případě náboženství se hodnota připisuje "posvátnému" a narušení posvátného vyvolává hněv (str. 212), což může vyústit do urputných a krutých náboženských válek (např. Evropa 16. – 17. století). Nacionalismus pak připisuje hodnotu národu, zlehčování určitého národa rovněž vyvolává hněv a následně může vést k národnostním konfliktům či válkám. Nacionalismus a náboženství mohou být (ale nemusí) překážkou demokracie; náboženství je překážkou tehdy, když přestane být tolerantní a rovnostářské; v Evropě to byl právě liberalismus, který naučil náboženství toleranci (str. 260). Thymotickou složku mají nejen náboženské a národnostní boje, ale také zápasy kolem potratů, pobouření nad rasismem a všechny spory kolem lidských a občanských práv (str. 179). Přitom v zemích liberální demokracie podle Fukuyamy mají lidé dokonalá práva a nikoli povinnosti ke svým společnostem, povinnosti zde jsou nedostatečné a nedokonalé (str. 305).

## 1. světová válka
Neukojený thymos může tedy koneckonců vést k válkám, např. 1. světová válka byla podle Fukuyamy vzpourou proti středostavovské civilizaci, vyznačující se prosperitou, bezpečím a nedostatkem výzev (str. 313). Znuděnost mírem a prosperitou podle Fukuyamy vedla i k nepokojům ve Francii roku 1968. Svůj vliv kromě absence boje a obětí měly prý ještě nuda, relativismus, netečnost a ztráta ideálů v tehdejší společnosti. Mladí lidé pak vyšli do ulic a hnali se do střetů s policií (str. 311).

## Ekonomické boje ve společnosti
Kromě politických zápasů je thymos podle Fukuyamy i součástí ekonomických bojů, např. bojů za vyšší mzdy – nejde zde většinou o boj kvůli chudobě, ale z pocitu nedocenění, nedostatečného uznání a poškozování důstojnosti dělníků či pracovníků (str. 176). Ovšem thymos lze využít i ke zvýšení pracovní motivace, např. díky pěstování hrdosti na svoji zemi (pěstování národního sebevědomí), na svůj podnik, na svoji rodinu, na své řemeslo či na své povolání. Lidé jsou pak schopni něco obětovat pro získání uznání od skupiny a překonat tradiční liberální individualistický kalkul slasti a strasti, který může působit destruktivně společensky i ekonomicky. Rozdíly v ekonomice tak mohou být dány i rozdíly v kultuře a ve vládnoucím náboženství - např. hinduismus údajně posvěcuje chudobu a brání ekonomickému růstu (str. 223).

## Hodnoty společnosti
Z toho plyne pro Fukuyamu velmi důležitý závěr, že každá společnost musí vycházet z určitých kulturních hodnot; i liberální demokracie není soběstačná, pouhý ekonomický liberalismus čili kapitalismus nestačí. Liberální principy mohou působit destruktivně rovněž na hodnoty důležité pro zachování společnosti. Tyto hodnoty často vycházejí z jiného zdroje než ze samotného liberalismu, např. z náboženství či z premoderních tradic (hodnot). Zvlášť nebezpečný je relativismus neboli tvrzení, že veškeré hodnoty jsou pouze relativní. Kulturní relativismus může totiž nakonec dospět až k podkopání demokracie a tolerance, neboť moderní myšlení nevytváří dostatek překážek vůči nihilismu a nihilistickým válkám (str. 313). Možným východiskem je prý tzv. správně pochopený soukromý zájem (str. 308).

## Prosazení demokracie
Na to navazuje další podnětné autorovo tvrzení, a to tvrzení, že buržoa je výtvorem myšlení a sociálního inženýrství (str. 187), tedy není přirozeným jevem. Buržoa nejprve vznikl v hlavách filosofů (Locke, Hume), kteří dumali nad přirozeností člověka. Jejich úvahy pak ovlivnily tvorbu společenských pravidel a zákonů, které následně formovaly moderní společnost a její členy. A tak i k zavedení demokracie je třeba politické vůle, je to důsledek politického rozhodnutí, sama od sebe se demokracie nezavede, prosazení demokracie je činem thymu, ne touhy (ta může vést jen ke kapitalismu). Opět vidíme, že demokracie a kapitalismus nutně spolu nesouvisejí, byť někteří stále tvrdí opak.

## Co ohrožuje demokracii
Kromě relativismu vidí Fukuyamy další dvě velká vnitřní nebezpečí ohrožující demokracii, a to přemíru touhy po nadvládě (megalothymie) či přemíru isothymie v podobě fanatické touhy po rovném uznání (str. 298). Liberální demokracie totiž podle něj potřebuje megalothymii jako protipól měšťáckému egoismu a hedonismu moderního posledního člověka, jenž povýšil touhu po pohodlné sebezáchově nad ochotu riskovat život v boji o prestiž. Měla by ji však patřičně usměrňovat (viz výše). To se jí prý zatím daří. Fanatická touha po rovnosti potom znamená dle Fukuyamy nereálnou snahu po odstranění přirozených či nezbytných reziduálních forem nerovností, spjatých s přirozenou rozdílností nadání, ekonomicky nezbytnou dělbou práce a kulturou. Připomíná to podle něj někdy komický požadavek z Aristofanovy hry Ženský sněm, aby si pohlední chlapci brali ošklivé ženy a naopak, nebo hledání technologie, která by přispěla ke spravedlivějšímu „přerozdělení krásy či inteligence". Anebo jde o přehnanou demonstrativní péči o postižené. Dále lze u některých levicových aktivistů očekávat nahrazení tradiční třídní otázky bojem proti takovým formám nerovnosti jako rasismus, sexismus a homofobie (str. 281). Zápas za větší rovnost se může dostat do rozporu s principem svobody a navíc vést i ke zpochybňování kvalitativní odlišnosti člověka a zvířat (přírody). Moderní člověk vlastně věří tomu, že patří do říše zvířat, že se jeho život liší pouze kvantitativně, ne kvalitativně od zvířecího života (str. 283). Toto zpochybňování lidské odlišnosti pak vede k volání po právech zvířat či právech přírody a může dokonce vyústit v představu lidstva jakožto přemnoženého biologického druhu. Lidi lze potom vidět jako rakovinu planety a pak třeba požadovat násilnou redukci lidské populace z důvodů ekonomických či ekologických na asi sto milionů osob (str. 284).